# Beni bu Yacob
Beni bu Yacob (en árabe: بني بويعقوب‎, en francés: Beni bou Yaakoub) es una localidad marroquí perteneciente a la comuna rural de Tensamán de la provincia de Driuch, en la región Oriental. Desde 1912 hasta 1956 perteneció a la zona norte del Protectorado español de Marruecos.